# بيفرلي ليتش
بيفرلي ليتش (بالإنجليزية: Beverly Leech)‏ هي ممثلة أمريكية، ولدت في 23 مايو 1959 في باريس في الولايات المتحدة.

## أعمال

### مسلسلات
- تلفزيون سكوير ون

## وصلات خارجية
- بيفرلي ليتش على موقع IMDb (الإنجليزية)
- بيفرلي ليتش على موقع قاعدة بيانات الفيلم (الإنجليزية)